# Mecynopla majoropsis
Mecynopla majoropsis är en fjärilsart som beskrevs av Jean Bourgogne 1961. Mecynopla majoropsis ingår i släktet Mecynopla och familjen säckspinnare. Inga underarter finns listade i Catalogue of Life.